# خضرانة
خضرانة قرية من قرى محافظة خيبر في منطقة المدينة المنورة في السعودية، تقع شمال المدينة المنورة